# The Velvet Underground
The Velvet Underground war eine experimentelle Rockband, die 1964 in New York City gegründet wurde. In ihrer Anfangsformation bestand sie aus Lou Reed (Gitarre, Gesang), John Cale (Bass, Viola, Keyboard und Gesang), Angus MacLise (Schlagzeug, Bongos, Handtrommeln) und Sterling Morrison (Gitarre). Ab 1965 spielte Maureen Tucker anstelle von Angus MacLise Schlagzeug, ergänzt wurde diese Formation 1966 für das Debütalbum von der deutschen Sängerin Nico.
Bekannt wurde die Band als Gruppe von Protégées von Andy Warhol, der auch ihr erstes Album produzierte. Mit ihren provokanten Texten über Sadomasochismus, Transvestitismus und Drogensucht blieb die Band während ihres Bestehens kommerziell erfolglos, heute wird sie jedoch zu den einflussreichsten Rockbands der Musikgeschichte gezählt.

## Bandgeschichte

### Vorgeschichte (1964–1965)

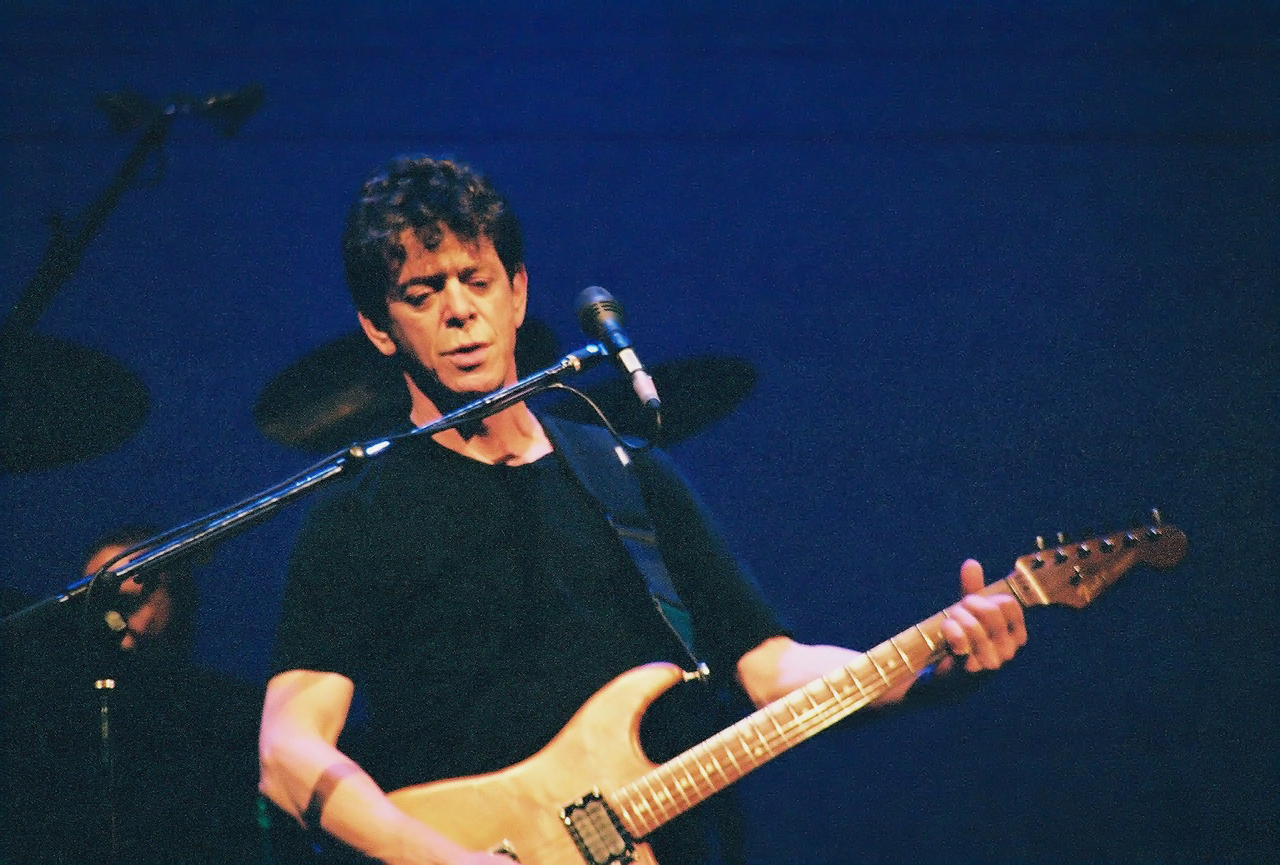
Lou Reed 2006

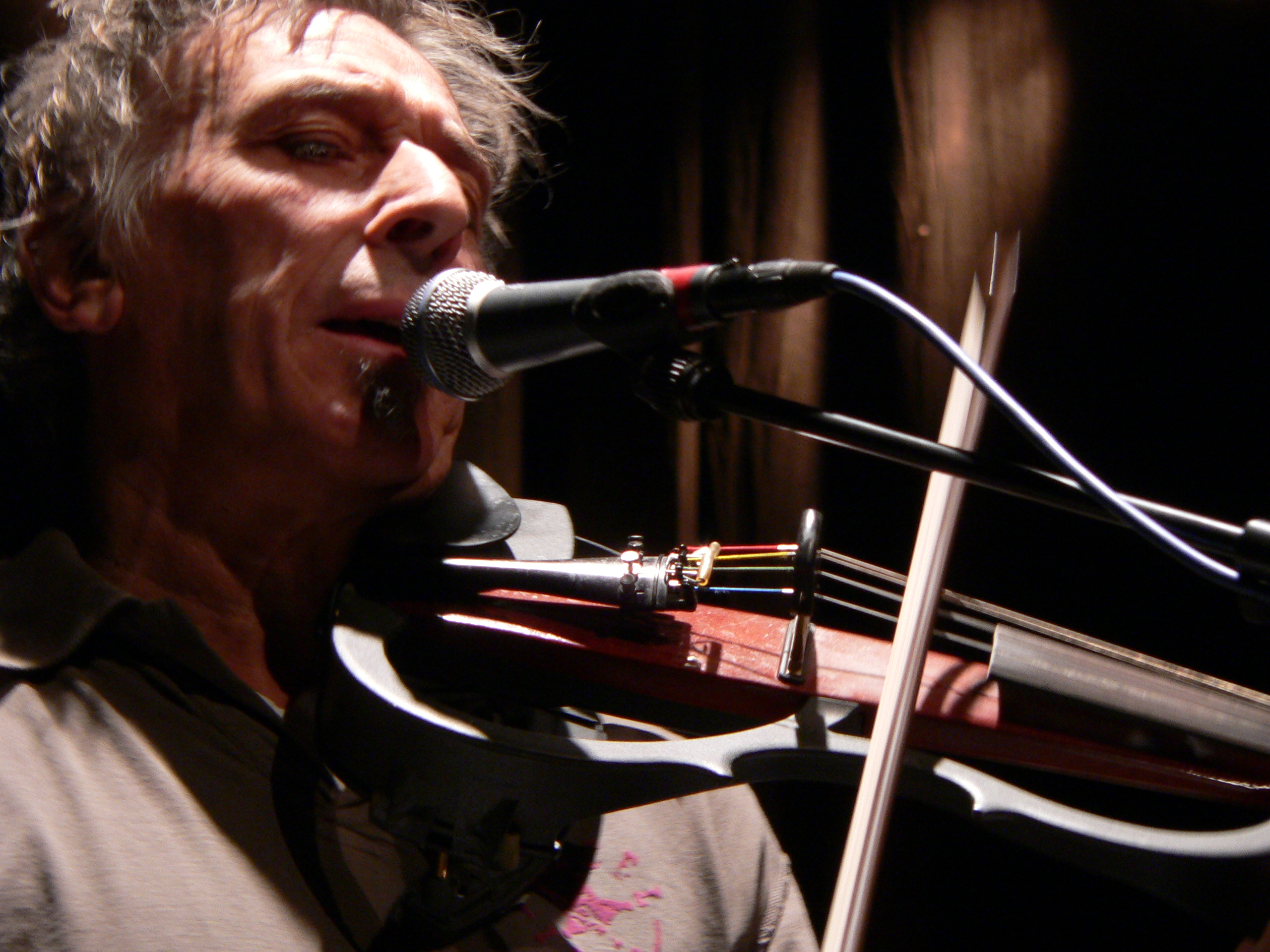
John Cale 2006

Die Gründungsgeschichte der Band reicht zurück bis ins Jahr 1964. Der Sänger, Songwriter und Gitarrist Lou Reed hatte gerade eine Garagenband namens The Primitives gegründet und arbeitete als Texter für Pickwick Records. Den Job bezeichnete Reed als “a poor man’s Carole King” (deutsch: „eine Carole King für Arme“).
Bald traf Reed auf John Cale, einen jungen Waliser, der in die USA gezogen war, um klassische Musik zu studieren. Cale verfügte über eine klassische Kompositionsausbildung, hatte bereits mit Musikern der Neuen Improvisationsmusik wie John Cage oder La Monte Young zusammengearbeitet und war ebenso wie Reed an Rockmusik interessiert. Der Einfluss von La Monte Young und dessen als „Drones“ (Dröhnen, Brummen) bezeichneten Kadenzen auf den Sound von Velvet Underground sowie Cales und Reeds spätere Solokarrieren waren erheblich. Cale war überrascht, in Reed jemanden gefunden zu haben, der wie er ein offenes Ohr für Experimente hatte: Reed stimmte seine Gitarrensaiten oft alle auf den gleichen Ton („Ostrich-Tuning“) und erzielte damit den „Drone“-Effekt. Die beiden jammten immer häufiger zusammen, und es entstand eine kreative Partnerschaft, die bereits die Richtung für das spätere Bandprojekt The Velvet Underground vorgab.

### Gründung
John Cale arbeitete schon bald mit Lou Reed zusammen, nachdem ihn Tony Conrad auf The Primitives aufmerksam gemacht hatte. 1965 wurde er Nachfolger von Jimmie Sims in der Band, die sich inzwischen The All-Night Workers nannte. Reed und Cale verließen diese Band wenig später und stellten gemeinsam mit dem Perkussionisten Angus MacLise, den sie über Pickwick Records kennen gelernt hatten, und Sterling Morrison, einem Kommilitonen Reeds, eine neue Besetzung zusammen. Das Quartett tingelte anfangs durch kleine New Yorker Klubs und Kneipen und nannte sich zunächst The Warlocks und The Falling Spikes. Der Stil der Gruppe war zunächst eher dem Rock ’n’ Roll zuzuordnen. John Cale beschrieb diese Vorgeschichte und Entstehungsphase der späteren VU als „Reminiszenz an die Beatnik-Poetik mit Angus MacLise als lockeren Rhythmusdrummer hinter all den Gitarren- und Bassattacken.“ Reed, Cale und Morrison nahmen ein Demotape auf, das Cale auf einer Englandreise Marianne Faithfull in der Hoffnung gab, sie würde es Mick Jagger zuleiten. Daraus wurde jedoch nichts und so verschwand das gesamte unveröffentlichte Bandmaterial im Archiv, um erst dreißig Jahre später auf einer Kompilation veröffentlicht zu werden.
Angus MacLise spielte nur noch kurze Zeit in dieser Formation mit; als die Band im Sommer 1965 ein von Al Aronowitz, ihrem damaligen Manager, vermitteltes Angebot für ihren ersten bezahlten Auftritt angenommen hatte, gab er seinen Ausstieg bekannt, weil er eine Kommerzialisierung der Band befürchtete.
MacLises Nachfolgerin am Schlagzeug, Maureen Tucker, kam durch Sterling Morrison, mit dem sie befreundet war, in die Band und beeindruckte durch ihr ungewöhnliches Schlagzeugspiel: Sie spielte im Stehen, benutzte für die Bassdrum keine Fußmaschine und hatte eine eigene Anordnung der Schlaginstrumente; überdies legte sie gern ein Tamburin auf ihre Snaredrum. Tucker war zudem eine der ersten Schlagzeugerinnen der Rockgeschichte. Angus MacLise kehrte im Sommer 1966 noch einmal für kurze Zeit als Ersatzmann zu The Velvet Underground zurück, als Reed an Hepatitis erkrankt war; Tucker übernahm in dieser Zeit den Bass.

### Entstehung des Bandnamens
„The Velvet Underground“ ist ein Buch von Michael Leigh, das von Sadomasochismus und dem abseitigen Sexualleben der amerikanischen Mittelschicht handelt. Reed und Cale hatten es bei ihrem Umzug in Tony Conrads ehemaliges New Yorker Appartement im Müll ihres Vormieters gefunden. Bei der Wahl des Gruppennamens dachten Reed und Morrison jedoch weniger an die Thematik des Buches als vielmehr an die zu jener Zeit gerade angesagten Undergroundfilme, überdies passte der Name zu Reeds bereits fertiggestelltem Song Venus in Furs (in Anspielung auf den gleichnamigen sadomasochistischen Roman Venus im Pelz von Leopold von Sacher-Masoch). Alle Bandmitglieder waren mit dem Namen einverstanden, und so wurde der Buchtitel umgehend der neue Name für das Bandprojekt. Der Gitarrist Sterling Morrison dazu:

„Immer wenn ich das Wort ‚Underground‘ höre, fühle ich mich an diese Zeit in den frühen Sechzigern erinnert, als dieser Begriff zum ersten Mal eine spezielle Bedeutung annahm. Damit waren Undergroundfilme gemeint und die Leute, die diese Kunstform produzierten und unterstützten. Und derjenige, der mich mit dieser Szene bekanntmachte, war Piero Heliczer, ein lupenreiner ‚Underground-Filmemacher‘, der erste, den ich kennenlernte […] Endlich hatten wir einen Namen! Und aufgegriffen und für gut befunden wurde er von uns nicht nur wegen der Sadomaso-Thematik, sondern weil der Begriff auf unsere Tätigkeit im Undergroundfilm und in der Kunstszene verwies.“

Ihr erstes Konzert unter dem Namen The Velvet Underground gab die Band, erstmals mit Maureen Tucker am Schlagzeug, am 11. Dezember 1965 an der Summit High School in New York.

### Karriere
Der Aufstieg der Band begann, als die Filmemacherin Barbara Rubin kurz vor Weihnachten 1965 im Café Bizarre im Greenwich Village auf die Gruppe aufmerksam wurde und dem Pop-Art-Künstler Andy Warhol davon erzählte. Warhol war gerade auf der Suche nach einer Band für seinen neu gegründeten Club „Andy Warhol’s Up“. Wenig später besuchten Rubin und Warhol in Begleitung von Gerard Malanga, Paul Morrissey und Edie Sedgwick das Lokal, um sich die Gruppe anzusehen. Warhol war auf Anhieb von der skurrilen Band begeistert, die es sich zur Angewohnheit gemacht hatte, stoisch mit dem Rücken zum Publikum zu spielen. „Wir gingen definitiv nach draußen, um zu beleidigen, da war eine gewisse Grenze, uns war das Publikum scheißegal, wir drehten ihm den Rücken zu“, sagte John Cale in einem späteren Interview. Warhol, den Kuriositäten stets faszinierten, engagierte die „Velvets“, die mit all ihrer in Kakophonie verwobenen Lyrik wie eine finstere Nemesis auftraten, als Band für sein neues Multimediaprojekt „Exploding Plastic Inevitable“ (E.P.I.).

#### Andy Warhol und die Factory

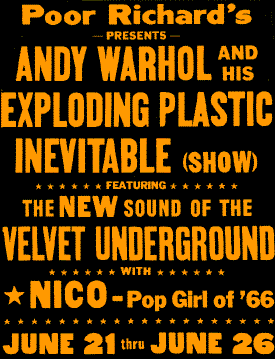
Plakat von 1966

Die Zusammenarbeit mit Andy Warhol lässt sich auf das gesamte Jahr 1966 und die erste Hälfte des Jahres 1967 datieren. Im Januar 1966 hatte die Gruppe einen gemeinsamen Auftritt mit Warhol im Delmonico’s Hotel an der Park Avenue, wo Warhol als Vortragsredner zum Festbankett der New York Society for Clinical Psychiatry geladen war. Warhol, der sich weigerte, vor Publikum zu reden, unterhielt die Gäste stattdessen mit der Musik von Velvet Underground, zu der er seine Filme Harlot und Henry Geldzahler zeigte. Während des Auftritts führte Gerard Malanga einen Peitschentanz auf, zu dem das Model Edie Sedgwick, die damalige Warhol-Muse, in kreisenden Bewegungen tanzte. Die Filmemacher Jonas Mekas und Barbara Rubin gingen derweil mit einem Scheinwerfer durch den Saal und stellten den verstörten Psychiatern peinliche Fragen nach ihren Sexualpraktiken. Die International Herald Tribune titelte am darauf folgenden Tag: „Psychiater ergreifen vor Warhol die Flucht“.
Bereits im April 1966 fand die Eröffnung einer Serie von Multimediashows im New Yorker Club The Dom statt, die Warhol zusammen mit Velvet Underground konzipiert hatte. Der im geschäftigen East Village gelegene Club besaß einen großen Tanzsaal, den Warhol für den gesamten Monat April mietete. Die Band gehörte dann kurzfristig Warhols „Factory“ an, der als Manager und Produzent die Karriere der Gruppe nun entscheidend förderte, ihnen die Factory als Übungsraum zur Verfügung stellte und sie als Zugpferd in seine provokativen Performanceshows integrierte. Er entwarf auch das Cover für das Debütalbum The Velvet Underground & Nico mit der (in der ersten Auflage als Siebdruck abziehbaren) Banane und konzipierte eine umfangreiche Promotion für „sein“ neues Produkt.
Als Gegenleistung verlangte Warhol, das attraktive blonde Kölner Fotomodell Nico, das in der „Factory“ inzwischen die Nachfolge von Edie Sedgwick angetreten hatte, in die Band aufzunehmen, was von den übrigen Bandmitgliedern nur widerwillig akzeptiert wurde, da sie nach Ansicht von Reed und Cale zwar eine starke erotische Ausstrahlung besaß, jedoch beim Singen große Intonationsprobleme hatte. Allerdings war für die Plattenfirma Nicos Anwesenheit ausschlaggebend dafür, der Band überhaupt einen Plattenvertrag zu geben, was besonders Reed sehr zu schaffen machte. Er hatte nebenbei zwar eine Liaison mit ihr, was ihn aber nicht daran hinderte, gegen sie zu intrigieren. Überdies war es zu Konflikten zwischen Nico und Maureen Tucker gekommen. Beide Frauen konnten nichts miteinander anfangen. Später sagte Tucker in der ZDF-Dokumentation Nico Icon über Nico: “To me she was just a great pain in the ass.” (deutsch: „Für mich war sie einfach eine Nervensäge“). Nico verließ die Band nach einem letzten gemeinsamen Auftritt am 27. Mai 1967 und begann ihre Solokarriere.
Mit Beginn ab dem 3. Mai 1966 war das E.P.I. in Los Angeles zu Gast, wo die Schau nach dem dritten Abend wegen Ruhestörung vorzeitig beendet wurde. In den folgenden Tagen lernte die Band dort auch Steve Sesnick kennen.
Gegen Ende des Jahres 1966 verlor Warhol zusehends das Interesse am E.P.I. und an der Gruppe; zuletzt traten The Velvet Underground im Mai 1967 in diesem Rahmen auf. Als Andy Warhol Nico zu einem weiteren Auftritt der Band mitgebracht hatte, verwehrte Lou Reed ihr den Zugang zur Bühne. Nico vermutete später, Reed sei gekränkt gewesen, weil sich die Zeitungen nur für sie interessierten:

“Everybody wanted to be the star. Of course Lou always was. But the newspapers came to me all the time. That’s how I got fired – he couldn’t take that anymore.”

„Jeder wollte der Star sein. Natürlich war Lou das immer. Aber die Zeitungen kamen die ganze Zeit zu mir. So wurde ich gefeuert – er konnte das nicht mehr ertragen.“

Nach einem anschließenden Gespräch zwischen Lou Reed und Andy Warhol wurde auch Warhol entlassen.

#### Nach der Factory-Zeit
Nach ihrer Trennung von Andy Warhol versuchte die Band in New York eigene Räumlichkeiten aufzutreiben, in denen sie das E.P.I. weiter aufführen konnten; für die kostenintensive Show gab es immer weniger Auftrittsmöglichkeiten. Ihre Versuche, einen eigenen Club zu gründen, scheiterten jedoch. The Velvet Underground gaben zwischen April 1967 und Juni 1970 kein einziges Konzert mehr in ihrer Heimatstadt. Ein Auftritt im Club Boston Tea Party am 26./27. Mai 1967 war ihr erster Versuch, sich als eigenständige Rockband zu etablieren.
1967 übernahm schließlich Steve Sesnick, der eher am Erfolg der Band als an ihrem künstlerischen Anspruch interessiert war, das Management. Mit Tom Wilson, einem Freund von Nico, als Produzent nahm die Band von September 1967 bis Januar 1968 das experimentelle Album White Light/White Heat auf. Nach dessen Veröffentlichung kam es zwischen John Cale und Lou Reed zu einem Streit, so dass Cale schließlich nach einem letzten Auftritt am 28. September 1968 die Band verließ. Er produzierte anschließend noch einige Songs und Schallplattenaufnahmen von Nico (unter anderem die Alben The Marble Index, Desertshore und The End) und widmete sich dann eigenen Soloprojekten.
Steve Sesnick konnte Reed überzeugen, Lieder für die Band zu schreiben, die mehr am allgemeinen Publikumsgeschmack orientiert waren. Die drei verbliebenen Bandmitglieder nahmen, verstärkt durch den Neuzugang Doug Yule, zwei gefälligere Studioalben – The Velvet Underground und Loaded – auf. Das letzte Konzert in dieser Besetzung gab die Band am 23. August 1970. Kurz darauf stieg Lou Reed aus, und nach einem Konzert am 21. August 1971 folgte ihm Sterling Morrison, der ein Literaturstipendium an der University of Texas at Austin annahm.

#### Letzte Auftritte
Doug Yule, der mit dem Ausstieg Reeds die Führung der Band übernommen hatte, und Maureen Tucker traten mit wechselnden Musikern bis November 1971 weiterhin als The Velvet Underground auf. Nach dem Ende dieser Tour wollten die Musiker mit der Arbeit an einem neuen Studioalbum beginnen, jedoch entließ Steve Sesnick alle Bandmitglieder außer Doug Yule, bevor es dazu kommen konnte, wohl auch, um die Kontrolle über die Geschicke der Band zu behalten. Nachdem Tucker sich nach einem letzten Auftritt der Band im Januar 1972 aus dem Musikgeschäft zurückgezogen hatte, um sich ihrem Familienleben zu widmen, sah auch Yule keine Zukunft mehr in der Rockmusik und begann als Zimmermann zu arbeiten.
Trotz der nunmehr de facto erfolgten Auflösung der Band hielt Sesnick an ihrem Namen fest. Er konnte einige Konzerte für The Velvet Underground in England organisieren und bat Doug Yule, nochmals als The Velvet Underground auf Tour zu gehen; Sterling Morrison und Maureen Tucker wurden ebenfalls gefragt, lehnten jedoch ab. Aus Mitgliedern der Band The Red Rockets, in der Dougs Bruder Billy Yule spielte, wurde daher eilig eine neue Tourband zusammengestellt, der auch Mark Nauseef angehörte.
Im Oktober 1972 nahm Doug Yule zusammen mit Ian Paice das Album Squeeze auf, das letzte Konzert der begleitenden Tour fand am 9. Dezember 1972 in Northampton statt. Zu diesem Zeitpunkt hatte Manager Sesnick das Interesse an der Band bereits verloren.
Letzte Konzerte unter dem Namen The Velvet Underground fanden ab Ende Mai 1973 statt, als Doug Yule in einer Band spielte, die sowohl Coverversionen von The-Velvet-Underground-Stücken als auch eigene Lieder im Repertoire hatten:

„Wir trafen jemanden, der anfing, uns rund um Neuengland zu buchen. Er sollte uns als mit mir von The Velvet Underground bewerben, aber er sollte nicht sagen, es handele sich um The Velvet Underground. […] Der letzte Auftritt war in irgendeinem Skiort in Vermont, wir fuhren hin, sahen ‚The Velvet Underground‘ und sagten: ‚Jetzt reicht’s!‘“

Nachdem ein dreitägiges Engagement in Roslyn (New York) am 3. Juni 1973 beendet war, löste sich die vorerst letzte Besetzung von The Velvet Underground endgültig auf.

#### Erneute Zusammenarbeit und Reunion
1989 spielten Lou Reed und John Cale den Liedzyklus Songs for Drella zum Gedenken an ihren zwei Jahre zuvor verstorbenen früheren Mentor Andy Warhol ein. Bei der letzten Aufführung am 3. Dezember 1989 übernahm Maureen Tucker bei dem Lied Pale Blue Eyes das Schlagzeug. Am 15. Juni 1990 kam es zu einem spontanen Auftritt anlässlich einer Andy-Warhol-Ausstellung in Jouy-en-Josas bei Paris; mit den herumliegenden Instrumenten einer anderen Band spielten Reed, Cale, Morrison und Tucker das Lied Heroin. Aufnahmen dieses Auftritts wurden später auf Bootlegs veröffentlicht.
Im Jahr 1991 nahmen Reed, Cale, Morrison und Tucker für Maureen Tuckers Soloalbum I Spent a Week There the Other Night erstmals seit 1968 gemeinsam neues Studiomaterial auf, beim Stück I’m Not sind alle vier Musiker zu hören. Das Stück sollte ihre letzte Studiozusammenarbeit bleiben. 1992 kam es zu einer kurzfristigen Wiedervereinigung von The Velvet Underground in der „klassischen“ Besetzung, die zu diesem Anlass erstmals seit ihrer Gründung durch Europa tourte; allerdings hatte diese Reunion nicht lange Bestand. Das letzte Konzert unter dem Namen The Velvet Underground gab die Band im Juli 1993 als Vorgruppe von U2. Ein Livealbum, aufgenommen während dieser Tour, wurde später als Live MCMXCIII veröffentlicht.
Zuletzt traten Reed, Cale und Tucker am 17. Januar 1996 anlässlich ihrer Aufnahme in die Rock and Roll Hall of Fame auf. Dem im Vorjahr verstorbenen Sterling Morrison widmeten sie das Stück Last Night I Said Goodbye To My Friend.

### Klage gegen die Andy-Warhol-Stiftung
Am 11. Januar 2012 verklagten Lou Reed und John Cale die Andy-Warhol-Stiftung (Andy Warhol Foundation for Visual Arts), weil sie die Cover-Banane des Debütalbums auf ihren Merchandise-Produkten verwendete, und forderten die bisherigen Gewinne der Stiftung ein. Das Symbol war 1995 im Booklet einer CD-Kollektion als Markenzeichen der Band gekennzeichnet. Warhol hatte nie das Copyright für die Abbildung beantragt. Der Rechtsstreit wurde im Mai 2013 beigelegt.

## Studioproduktionen

### The Velvet Underground & Nico (1967)
Das Debütalbum von Velvet Underground, wegen des Covers als „Bananenalbum“ bekannt, wurde mit Ausnahme des ersten Titels „Sunday Morning“, der von Tom Wilson produziert worden ist, komplett von Andy Warhol produziert, gestaltet und vermarktet. Das Album gehört zu den Klassikern der Rockmusik.
Auf diesem Album zeichnete sich bereits der Stil des Folgealbums ab: Neben ruhigen Stücken (unter anderem „Sunday Morning“ und dem von Nico gesungenen „I’ll Be Your Mirror“) fand sich hier auch Experimentelleres wie „Heroin“, das später unter anderem von Billy Idol gecovert wurde. Die Texte dieser experimentellen Stücke handeln unter anderem von Drogenmissbrauch (I’m Waiting for the Man, Heroin) und Sadomasochismus (Venus In Furs).
„European Son“ wurde auf der Erstpressung Lou Reeds Mentor Delmore Schwartz gewidmet.

### White Light/White Heat (1968)
Das zweite Album White Light/White Heat, das nicht mehr unter dem Einfluss von Andy Warhol stand, ist in mancherlei Hinsicht wesentlich radikaler als sein Vorgänger. Es fällt besonders durch den exzessiven Gebrauch von Verzerrern und Feedbacks auf, so z. B. in „I Heard Her Call My Name“ und dem 17-minütigen „Sister Ray“ (unter anderem 1980 gecovert von der englischen Gruppe Joy Division auf dem Live-Album Still).
The Velvet Underground begannen als eine der ersten Rockgruppen bewusst, den „Krach“ – also den nach tradierten ästhetischen Vorstellungen „unschönen“ Klang beziehungsweise die Kakophonie – zu einem besonderen Merkmal ihrer Ästhetik zu erheben. Vehemente Gitarren-Rückkopplungen und ein treibendes, oft metronomartiges Schlagzeug bestimmen den Sound des Albums. Überdies experimentierte die Band auf diesem Album verstärkt mit der Stereotechnik, indem sie verschiedene akustische Elemente vom linken zum rechten Kanal wandern ließ. Bei The Gift wurde über Gitarrenfeedback die Geschichte eines skurrilen Todesfalls erzählt.
The Velvet Underground gingen mit diesem radikalen Stilbruch weit über etwa zeitgleiche musikalische Experimente von Jimi Hendrix (z. B. Star Bangled Banner), den Beatles (etwa mit Tomorrow Never Knows auf dem Album Revolver), den Rolling Stones (auf dem Album Their Satanic Majesties Request) und der Psychedelic-Gruppe The United States of America hinaus. Dies führte allerdings dazu, dass White Light/White Heat jene lyrischen Momente, über die das erste Album mit Liedern und Balladen wie Sunday Morning oder I’ll Be Your Mirror verfügte, fast zur Gänze vermissen ließ. Als einem eher experimentell konzipierten Album sollte White Light/White Heat kein kommerzieller Erfolg beschieden sein.

### The Velvet Underground (1969)
In völligem Kontrast zu White Light/White Heat zeigt sich das dritte Album der Gruppe, das schlicht mit „The Velvet Underground“ betitelt ist. Nachdem Lou Reed seinen Rivalen John Cale aus der Band gedrängt hatte, war er nun deren einziger kreativer Kopf. Damit ging der experimentelle Charakter der Band weitgehend verloren. Reed legte nun besonderes Augenmerk auf die Texte. Allerdings bekam er mit dem Nachwuchstalent Doug Yule erneut interne Konkurrenz: Als „Mann für alle Fälle“ bediente Yule den Bass, war zweiter Lead-Gitarrist und übernahm den Hintergrundgesang.
Trotz oder gerade wegen der Abwendung vom experimentellen, rohen Klangbild früherer Werke stieß „The Velvet Underground“ bei der US-amerikanischen Musikpresse auf positive Resonanz, teils überschwängliches Lob. Dennoch blieben die Verkaufszahlen hinter den Erwartungen zurück.

### Loaded (1970)
Nachdem es nicht zur Veröffentlichung eines vierten Albums bei MGM gekommen war, wechselte die Band zu Atlantic Records. Dort erschien 1970 das Album Loaded, das zum größten finanziellen Erfolg der Gruppe wurde. Der Titel verweist auf den Druck vonseiten der Plattenfirma, ein kommerziell erfolgreiches Album herauszugeben (loaded with hits). Mit vielen vergleichsweise eingängigen Songs (Rock and Roll, Sweet Jane, Who Loves the Sun) besitzt Loaded nicht mehr den charakteristischen Velvet-Underground-Sound. Dies ist vor allem darauf zurückzuführen, dass Maureen Tucker schwanger geworden war und bei den Aufnahmen durch Billy Yule, den Bruder von Doug Yule, und Doug Yule selbst ersetzt wurde und Lou Reed die Band noch vor Herausgabe der Platte verließ und somit fast die Hälfte der Songs ohne ihn fertiggestellt werden musste.

### Squeeze (1973)
Nachdem mit Lou Reed das letzte ursprüngliche kreative Mitglied die Band verlassen hatte, verlor die Gruppe ihre Identität. Ungeachtet dessen wollte Manager Steve Sesnick den Namen „Velvet Underground“ bis zum Ende ausschlachten.
1973 löste sich die Band endgültig auf. Das letzte Album Squeeze, das von Doug Yule und Ian Paice aufgenommen wurde, gilt als besonders schwaches Album. Zum Zeitpunkt der Veröffentlichung von Squeeze verfolgten Nico, John Cale und Lou Reed längst erfolgreiche Solokarrieren.

### VU / Another View (1984/85)
Bereits nach der Veröffentlichung von White Light/White Heat, vor allem aber nach dem Erscheinen des dritten Albums The Velvet Underground nahm die Band weitere Stücke auf, die von der Plattenfirma MGM nicht veröffentlicht wurden, da der kommerzielle Erfolg zunächst ausgeblieben war. Das Material wurde erst 1984 und 1985 auf den beiden Alben VU und Another View publiziert. Im Zuge des New Wave waren The Velvet Underground inzwischen zu einer Kultband avanciert, die Künstler wie David Bowie, die Sex Pistols, Siouxsie and the Banshees oder Bauhaus als ihr wichtigstes Vorbild betrachteten.

## Liveproduktionen

### 1969 Velvet Underground Live With Lou Reed (Volume 1)
Eine Kompilation verschiedener Liveauftritte von Velvet Underground in Texas und San Francisco aus dem Jahr 1969. Das Album besteht aus zwei Schallplatten und skizziert letztmals das gesamte kreative Live-Spektrum der Gruppe vor ihrer Auflösung; so finden sich hier überlange Versionen von Heroin, Ocean und Rock and Roll. Bemerkenswert ist die fast neun Minuten andauernde, enervierend treibende Version von What Goes On, die von einem metronomartigen Gitarren- und Schlagzeugspiel unterstützt wird.

### Bootleg series vol. 1: The Quine tapes
Diese Liveaufnahmen, die erst 2001 veröffentlicht wurden, waren das erste offizielle Bootleg von Velvet Underground. Mit offizieller Genehmigung der Band – eine Ausnahme bei Bootlegs – nahm Robert Quine 1969 einige Konzerte in San Francisco auf. Enthalten sind unter anderem drei Versionen von Sister Ray, einem Stück, das sonst live nur selten gespielt wurde.

### The Velvet Underground Live At Max’s Kansas City (1972)
Diese Liveaufnahme entstand am 23. August 1970 bei einem Konzert in dem Nachtklub und Restaurant Max’s Kansas City in New York. Sie wurde von der Factory-Mitarbeiterin Brigid Berlin alias Brigid Polk mit einem Kassettenrekorder gemacht. Es war das letzte Konzert mit Lou Reed vor dessen Ausstieg. Am Schlagzeug ist als Ersatz für Maureen Tucker, die schwanger geworden war, Doug Yules Bruder Billy zu hören.

### Live MCMXCIII (1993)
1993 gab es eine kurze Wiedervereinigung der Band mit einer Tour in der Besetzung der ersten Studioalben (ohne Nico, die 1988 gestorben war). Mitschnitte dieser Tour, auf der zudem einige neue Stücke gespielt wurden, sind auf dem Livealbum Live MCMXCIII zu finden. Zu neuen Studioaufnahmen kam es nicht mehr; Sterling Morrison starb 1995 an Krebs.

## Popkultureller Einfluss
Die Musik von Velvet Underground wurde erst mehr als ein Jahrzehnt nach ihrer Erstveröffentlichung populär. Etwa zur Zeit der Veröffentlichung ihres Debütalbums wurde die Hippiebewegung mit Bands wie den Beatles von der Nischen- zur Massenkultur. Die nonkonformistischen Velvets stellten das Gegenstück zu den Idealen dieser Bewegung dar.
Aufgrund ihrer experimentellen, rohen Musik und ihrer provokanten Texte über Tabuthemen wie Gewalt, Sadomasochismus, Trans- und Homosexualität oder Drogensucht war die Band, die, zumal als Teil des Exploding Plastic Inevitable, auf die Öffentlichkeit eine verstörende, schockierende Wirkung ausübte, ein Kuriosum in den konservativen USA. Sie orientierte sich bis zum Ausstieg von John Cale nur selten am allgemeinen Publikumsgeschmack und war an Chartplatzierungen nicht interessiert. Mit der von Steve Sesnick betriebenen Hinwendung zum Mainstream änderte sich dies, jedoch blieben Erfolge weiterhin aus. Sterling Morrison sagte 1969 in einem Interview:

„Ich würde es gern sehen, wenn wir eine Hitsingle hätten. Es ist wirklich wichtig, dass man eine hat. Unsere bisherigen Singles sind ein Witz.“

Wenngleich die weniger experimentellen Alben The Velvet Underground und Loaded von renommierten Kritikern wie Lester Bangs positiv bewertet wurden, wurde das allgemeine Interesse an der Band erst später geweckt, als Künstler wie David Bowie sie als frühe Inspirationsquelle nannten. Bis heute nennen zahlreiche Bands, von Sonic Youth bis zu The Strokes, aus Punk, Gothic Rock, New Wave, Industrial und Alternative The Velvet Underground als eines ihrer musikalischen Vorbilder. Mittlerweile ist ihr Einfluss auch vereinzelt im Black Metal neuerer Bands auszumachen.
Der Rolling Stone listete die Band auf Rang 19 der 100 größten Musiker aller Zeiten.

## Diskografie
Studioalben

| Jahr | Titel Musiklabel                            | Höchstplatzierung, Gesamtwochen, AuszeichnungChartplatzierungen (Jahr, Titel, Musiklabel, Platzierungen, Wochen, Auszeichnungen, Anmerkungen) | Höchstplatzierung, Gesamtwochen, AuszeichnungChartplatzierungen (Jahr, Titel, Musiklabel, Platzierungen, Wochen, Auszeichnungen, Anmerkungen) | Höchstplatzierung, Gesamtwochen, AuszeichnungChartplatzierungen (Jahr, Titel, Musiklabel, Platzierungen, Wochen, Auszeichnungen, Anmerkungen) | Höchstplatzierung, Gesamtwochen, AuszeichnungChartplatzierungen (Jahr, Titel, Musiklabel, Platzierungen, Wochen, Auszeichnungen, Anmerkungen) | Höchstplatzierung, Gesamtwochen, AuszeichnungChartplatzierungen (Jahr, Titel, Musiklabel, Platzierungen, Wochen, Auszeichnungen, Anmerkungen) | Anmerkungen                                                       |
| Jahr | Titel Musiklabel                            | DE | AT | CH | UK | US | Anmerkungen                                                       |
| ---- | ------------------------------------------- | --- | --- | --- | --- | --- | ----------------------------------------------------------------- |
| 1967 | The Velvet Underground & Nico Verve Records | DE89 (1 Wo.)DE | — | — | UK59 Platin · (10 Wo.)UK | US129 (14 Wo.)US | Erstveröffentlichung: 12. März 1967 Verkäufe: + 450.000; mit Nico |
| 1968 | White Light/White Heat Verve Records        | — | — | — | UK— SilberUK | US199 (2 Wo.)US | Erstveröffentlichung: 30. Januar 1968 Verkäufe: + 60.000          |
| 1969 | The Velvet Underground MGM Records          | — | — | — | UK— GoldUK | — | Erstveröffentlichung: 24. März 1969 Verkäufe: + 100.000           |
| 1970 | Loaded Cotillion Records                    | — | — | — | UK— GoldUK | — | Erstveröffentlichung: September 1970 Verkäufe: + 100.000          |
| 1973 | Squeeze Polydor                             | — | — | — | — | — | Erstveröffentlichung: Februar 1973                                |

grau schraffiert: keine Chartdaten aus diesem Jahr verfügbar

## Film und Fernsehen
Der von Andy Warhol im Januar 1966 gedrehte, circa 70-minütige 16-mm-Schwarzweißfilm The Velvet Underground And Nico (A Symphony of Sound), der die Gruppe beim Proben in der Factory zeigt, gilt als das bekannteste Filmdokument. Die Dreharbeiten wurden von der New Yorker Polizei wegen ruhestörenden Lärms abgebrochen. Der Film wurde später bei einigen Auftritten als Stummfilm-Kulisse gezeigt.
Mit Ausnahme der Warhol-Produktion sind insgesamt vier weitere Filme bekannt, die nur selten zu sehen sind: Rosalind Stevenson machte 1965 in ihrem Appartement einige primitive Filmaufnahmen von der Band; Jonas Mekas und Barbara Rubin filmten am 8. Januar 1966 den Psychiaterkongress im New Yorker Delmonico’s Hotel, bei dem die Gruppe ihren ersten gemeinsamen Auftritt mit Andy Warhol hatte; Ron Nemeth filmte im Juni 1966 einen Auftritt im Poor Richards in Chicago; und im Oktober 1966 drehte ein Filmteam einen Auftritt in der New Yorker Balloon Farm (dem früheren Dom). Einige dieser Aufnahmen wurden später auf Video-Bootlegs veröffentlicht.
Ihren ersten Fernsehauftritt hatten The Velvet Underground zu Silvester 1965 in der CBS-Nachrichtensendung mit Walter Cronkite, in der über den Undergroundfilmer Piero Heliczer berichtet wurde, der wiederum die Band beim Spielen von Heroin filmte.
2021 feierte Todd Haynes’ Dokumentarfilm The Velvet Underground beim Filmfestival in Cannes Premiere.